# Gare de Morgny
Gare de Morgny vasútállomás Franciaországban, Morgny-la-Pommeraye településen.

## Vasútvonalak
Az állomást az alábbi vasútvonalak érintik:
- Amiens–Rouen-vasútvonal

## Kapcsolódó állomások
A vasútállomáshoz az alábbi állomások vannak a legközelebb:
- Gare de Saint-Martin-du-Vivier
- Gare de Longuerue - Vieux-Manoir
- Gare de Rouen-Rive-Droite